# Плешівці
Пле́шівці (рос. Плешивцы, марій. Плешивцы) — присілок у складі Новотор'яльського району Марій Ел, Росія. Входить до складу Масканурського сільського поселення.

## Населення
Населення — 17 осіб (2010; 25 у 2002).
Національний склад (станом на 2002 рік):
- росіяни — 100 %